# Utterslev Mose

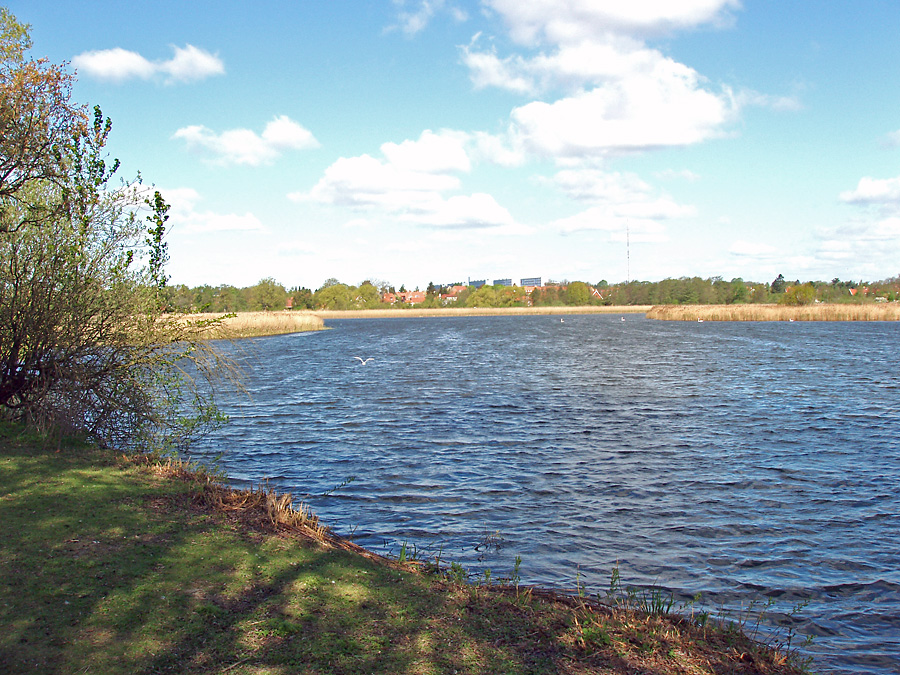
Utterslev Mose

Utterslev Mose är ett natur- och parkområde som ligger i Köpenhamns nordvästra del mellan Gladsaxe, Søborg, Bispebjerg och Brønshøj, och var tidigare den nordligaste delen av Vestvolden som gick från Køge bukt i söder till Utterslev Mose i norr. Utterslev Mose var en del av Köpenhamns befästning. Den anlades som park 1939–1943.
Mossen är ca. 3 x 1 km och är ett omväxlande område med sjöar och holmar och med ett rikt fågelliv.